# Magicien d'Oz (personnage)
Le magicien d'Oz, également connu sous le nom d'Oscar Diggs (ou dans sa version complète Oscar Isaac Zoroastre Phadrig Norman Henkle Emmannuel Ambroise Diggs) est un personnage de fiction créé par l'auteur américain L. Frank Baum. Le personnage a été popularisé à travers plusieurs films dont le plus célèbre est la version de 1939 et dans sa préquelle de 2013.

## Dans les romans de Frank Baum et Ruth Plumly Thompson
Personnage central de l'intrigue du Magicien d'Oz, il reste pour autant invisible durant la majeure partie du roman. Il est le souverain du pays d'Oz et est vénéré par ses sujets qui le considèrent comme le seul homme capable de résoudre leurs problèmes. Dorothy et ses amis se rendent à la Cité d'Émeraude, la capitale d'Oz, pour le rencontrer. Oz est très réticent à les rencontrer, mais finalement chacun reçoit une audience, un par un. Dans chacune de ces occasions, le magicien apparaît sous une forme différente, une fois comme une tête géante, une fois comme une belle fée, une fois comme une boule de feu, et une fois comme un monstre horrible. Quand, enfin, il accorde une audience à tous à la fois, il semble être une voix désincarnée.
Finalement, on découvre qu'Oz n'est en fait qu'un homme ordinaire originaire d'Omaha, au Nebraska et qu'il a utilisé beaucoup de tours de magie élaborés et d'accessoires pour se faire passer pour «grand et puissant». Il a travaillé comme un magicien pour un cirque. Il inscrit "OZ" (les initiales de ses deux premiers prénoms ; Oscar et Zoroastre) sur le côté de sa montgolfière. Un jour son ballon navigue au pays d'Oz, et il se retrouve vénéré comme un grand sorcier. Comme Oz n'avait que peu d'importance là d'où il venait, il décida de saisir la place de souverain suprême du royaume qu'on lui a attribuée et a fait de son mieux pour entretenir le mythe.
À la fin du roman, il quitte Oz à nouveau dans une montgolfière. Après le départ du magicien, l'épouvantail est brièvement intronisé, jusqu'à ce que la princesse Ozma (la souveraine légitime d'Oz) soit libérée de la sorcière Mombi.

## Adaptation cinématographique et télévisuelle

### Films muets (1908-25)
- The Fairylogue and Radio-Plays (1908): Sam 'Smiling' Jones
- The Wonderful Wizard of Oz (1910): Hobart Bosworth
- The Patchwork Girl of Oz (1914): Todd Wright
- His Majesty, the Scarecrow of Oz (1914): J. Charles Haydon
- Le Sorcier d'Oz (1925): Charles Murray

### Le Magicien d'Oz(1939)
Dans Le Magicien d'Oz, le personnage du magicien est semblable à celui que l'on trouve dans les livres précédents. Il a été joué par l'acteur Frank Morgan qui a également joué plusieurs autres rôles dans le film, y compris le professeur Marvel, le portier de la ville d'émeraude, la garde aux portes au château du magicien, et le cocher. Comme Dorothy, le sorcier lui-même est originaire du Kansas. Il déclare fièrement qu'il est « un vieil homme du Kansas, né et élevé au cœur de la région sauvage de l'Ouest ». Dans le film, le magicien se présente aux protagonistes seulement sous l'apparence d'une tête flottante et comme un humain, pas dans les autres formes présentes dans le livre.

### Le Monde fantastique d'Oz(2013)
Le Monde fantastique d'Oz sert de préquelle non officielle à la série Oz. Le film est centré sur le personnage d'Oscar Diggs (interprété par James Franco) et suit son parcours. Oscar Diggs, qui utilise le nom de scène "Oz", est un prestidigitateur cynique et immoral qui travaille dans un petit cirque du Kansas. Obligé de fuir, il se retrouve pris en pleine tornade dans une montgolfière à la dérive. Terrifié, il supplie le ciel de l'épargner et promet de changer de conduite s'il en réchappe.
À cet instant, il entre dans un pays luxuriant. Son ballon tombe dans un lac. Il en sort et est accueilli par une jeune femme nommée Théodora. Elle lui apprend le nom du pays dans lequel ils se trouvent : Oz. Le roi de ce pays a été empoisonné par sa fille la « Méchante Sorcière », mais une prophétie dit qu'un magicien venu d'ailleurs viendra, la chassera et deviendra roi du pays d'Oz. Théodora pense qu'Oscar est le magicien. Lui sait que ce n'est pas le cas mais se garde de la détromper : il y a un royaume à la clef.
Cependant, tout au long de son voyage et voyant l'impact de ses actions bonnes et mauvaises, il se rend compte à quel point les gens d'Oz ont besoin de lui et il décide d'utiliser ses compétences dans les illusions pour les libérer. 

### Once Upon a Time(2014)
Le personnage du magicien d'Oz apparaît dans trois épisodes de la saison 3 de la série télévisée américaine Once Upon a Time. Le personnage y est interprété par Christopher Gorham.

### Emerald City(2017)
Le magicien d'Oz apparaît dans la série télévisée Emerald City, interprété par Vincent D'Onofrio. 

### Wicked(2024)
Le magicien apparaît dans le film Wicked, interprété par Jeff Goldblum.